# Równość (periodyk socjalistyczny)
Równość – czasopismo społeczno-polityczne wydawane w Genewie w latach 1879–1881 przez Stowarzyszenie Socjalistów Polskich „Równość". Był to pierwszy polski periodyk socjalistyczny o tendencjach anarchistycznych.

## Historia
W skład zespołu redakcyjnego wchodzili następujący działacze socjalistyczni: Stanisław Mendelson, Bolesław Limanowski, Kazimierz Dłuski, Ludwik Waryński, Witold Piekarski, Szymon Diksztajn. W pierwszym numerze czasopisma opublikowanym w październiku 1879 ukazał się tzw. program brukselski, czyli pierwszy teoretyczny wykład programu polskiego socjalizmu.
Duże kontrowersje wśród polskich działaczy socjalistycznych wywołał artykuł autorstwa Kazimierza Dłuskiego pt. Patriotyzm i socjalizm, który zamieszczono w drugim numerze „Równości”. Według autora oba pojęcia, czyli patriotyzm i socjalizm, wykluczają się wzajemnie. Patriotyzm polski został skrytykowany, jako idea dążąca do wyzwolenia jedynie konkretnych, wyższych klas społecznych, a nie wszystkich Polaków: „Patriotyzm polski w swym dążeniu do wyzwolenia ojczyzny, do odbudowania dawnego państwa polskiego, miał głównie na celu tylko uprzywilejowaną cząstkę całego narodu, znaczną jego mniejszość, tj. szlachtę i burżuazję;”. Co istotne jednak, Dłuski odrzuca istnienie państwa pisząc, że: „Socjalizm żąda równych praw i obowiązków dla wszystkich, nie zna więc ani klas, ani przywilejów. Przeciwnie, dążąc do ekonomicznej równości ujarzmionych, niszczy w samej swej tendencji wszelką władzę, wszelką przewagę jednych nad drugimi;” oraz „jest on [socjalizm] wrogiem państwa, które tylko siłą panuje nad uciskanymi”. Takie podejście do spraw równości oraz państwowości znalazło swoich zwolenników wśród działaczy Stowarzyszenia „Równość”, m.in. w osobie Szymona Diksztajna, Stanisława Mendelsona, czy Ludwika Waryńskiego.
W 1881 redakcja pisma, w rocznicę dziesiątej rocznicy powstania Komuny Paryskiej, wydała w formie ulotki odezwę, przy której zamieszczono również zaproszenie na Międzynarodowy Kongres Anarchistyczny odbywający się w Londynie. Redakcja wyrażała nadzieję na odbudowanie w ten sposób Międzynarodowego Stowarzyszenia Robotników. Pismo przestało się jednak ukazywać już w połowie 1881. Konflikty wewnątrz Stowarzyszenia „Równość”, powodowane przede wszystkim podejściem do spraw narodowych, podzieliły członków. Jednym z działaczy, którzy odeszli, był Bolesław Limanowski, który nie zgadzając się przede wszystkim z opiniami Kazimierza Dłuskiego, w odpowiedzi założył Socjalistyczne Stowarzyszenie „Lud Polski”, które w programie odwoływał się do tradycji niepodległościowych. Część zespołu redakcyjnego zaczęła redagować również czasopismo „Przedświt”.